# Al-Ghazāl
Yahyā ibn Hakam al-Bakrī al-Ghazāl (arabisch يحيى بن حكم البكري الغزال, DMG Yaḥyā ibn Ḥakam al-Bakrī al-Ġazāl; * um 790 in Jaén) war ein maurischer Poet und Diplomat. Seinen Namen (zu Deutsch: „Die Gazelle“) verdankt er seiner schlanken Figur.

## Leben
Unter Abd ar-Rahman II. wurde er 840 als Botschafter nach Konstantinopel zu Kaiser Theophilus geschickt, der dem Emir von Córdoba eine Allianz gegen die Abbasiden sowie deren Vasallen, den Aghlabiden, anbot. Am byzantinischen Hof beeindruckte er den Kaiser und dessen Frau mit seiner Poesie, so dass sie ihn reich beschenkten.
Nach dem Angriff der Wikinger auf die Küsten von al-Andalus im Jahr 844 wurde er auf eine diplomatische Mission zum König der al-Madschus geschickt. Das genaue Ziel seiner Reise ist unklar, da er aber von einer Inselwelt berichtet, scheint es der Hof des dänischen Königs Erik I. gewesen zu sein. Eine andere Möglichkeit wäre Irland, mit seinem norwegischen Hochkönig Turgesius. Ziel der Mission soll es gewesen sein, die Madjus von einem erneuten Angriff auf al-Andalus abzubringen.